# ディズニー・カリフォルニア・アドベンチャー
ディズニー・カリフォルニア・アドベンチャー（英語:Disney California Adventure、略称:DCA）は、アメリカ合衆国カリフォルニア州アナハイムにあるウォルト・ディズニー・カンパニー（ディズニー・エクスペリエンス）が運営するディズニーパークである。

## 概要

### 計画
新たなディズニーパークをカリフォルニアに作ることはウォルト・ディズニーによって1950年代から計画されていた。しかし長年実現せず、話が動き始めたのはウォルト・ディズニー・ワールドが成功した後である1990年代の事であった。そしてディズニー社は1991年にエプコットのカリフォルニア版である『WestCOT』を当時のディズニーランドの駐車場に建設する予定だったが、1992年のディズニーランド・パリのオープンによりテーマ性がかぶるとして、WestCOT計画は中止された。
そして1995年、当時のディズニー社のCEOであるマイケル・アイズナーらがカリフォルニアの第2パークのテーマについて話し合いを始めた。そして結果としてカリフォルニア州をモデルとし、カリフォルニアのランドマークや自然などを体感できるテーマパークを造ることに決定された。

### オープン
1998年に着工されたディズニー・カリフォルニア・アドベンチャーは、2001年2月8日に、ディズニーランドの正門前の駐車場スペースにオープンした。なお、同時にショッピングエリアであるダウンタウン・ディズニーや、公式ディズニーホテルであるディズニー・グランド・カリフォルニアン・ホテル&スパ、ディズニー・パラダイス・ピア・ホテルもオープンした。

### 開園後
「目玉のアトラクションの少なさ」や「テーマ性の無さ」が指摘され、オープン当初から来園者が伸び悩んでしまった。そのため、新たにディズニー社のCEOとなったボブ・アイガーは、ディズニー・カリフォルニア・アドベンチャーの大規模改装を計画し、2007年から2012年まで、新エリアの建設やアトラクションのリニューアルなどパーク全体で工事を行って来た。この改装には11億ドルが使われており、当初のパークの建設費が6億ドルだった事を考えると、いかに大規模なものかが分かる。さらに大手広告代理店のTBWA\CHIAT\DAY社とともに行った集客キャンペーンを行った結果、集客数が順調に増加し、2014年の来園者数はおよそ870万人になっており、これは世界のテーマパークの中で10番目の多さである。
2012年のカーズランド開業により大規模改装は終了したが、その後も再開発が続けられている。2017年8月のD23 Expoにてピクサー作品をテーマにしたエリアを作ることを発表した。これは2018年にパラダイス・ピアをリテーマリングする形で「ピクサー・ピア」として開業した。さらに同時にマーベル・シネマティック・ユニバースをテーマにしたエリアを作ることも発表された。これによってバグス・ランドはクローズされ、その跡地に建設される形で「アベンジャーズ・キャンパス (Avengers Campus) 」が2021年6月4日にオープンした。
2024年8月11日のD23 Expoで映画「リメンバー・ミー」のアトラクションを建設予定であることと映画「アバター」シリーズのエリアの建設プロジェクトが進行中であることを発表。建設予定地は明言されていなかったが、2025年6月6日、「リメンバー・ミー」のアトラクションはバックステージ跡地に、映画「アバター」シリーズのエリアはハリウッド・ランドのバックロットエリアの跡地と発表。これに伴い、2026年初頭に「モンスターズ・インク：マイクとサリーのレスキュー」を閉鎖と発表。

## 施設
毎日午前8時から午後10時まで営業しており、
施設は、以下の8つのテーマランドで構成されている。

### ブエナビスタ・ストリート
ブエナビスタ・ストリートは、1920年代に初めてウォルト・ディズニーがカリフォルニアを訪れた際のロサンゼルスを再現したエリア。赤い路面電車の「レッドカー・トロリー」がエリア内を走っている。2012年までは「サンシャイン・プラザ」という名称だった。

### ハリウッド・ランド
ハリウッド・ランドは、1930年代のハリウッドの映画スタジオをテーマにしたエリア。「ガーディアンズ・オブ・ギャラクシー - ミッション:ブレイクアウト!」や「モンスターズ・インク マイクとサリーのレスキュー」などのアトラクションがある。
2012年までは「ハリウッド・ピクチャー・バックロット」という名称だった。

### グリズリー・ピーク
グリズリー・ピークは、カリフォルニアの大自然をテーマにしたエリア。ラフティング型のアトラクション「グリズリー・リバー・ラン」や、シアタータイプのアトラクション「ソアリン・アラウンド・ザ・ワールド」などがある。
2012年まではパシフィック・ワーフを含め「ゴールデン・ステート」という名前だった。また、2015年に旧「コンドル・フラット」が「グリズリー・ピーク・エアフィールド」というグリズリー・ピークのサブエリアとなった。
正面エントランスとは別に、直営ホテルのディズニー・グランド・カリフォルニアンからの入園口がある。

### サンフランソウキョウ・スクエア
サンフランソウキョウ・スクエアは映画「ベイマックス」をテーマにしたエリア。他のエリアに比べ、かなり小さなエリアである。元々はパシフィック・ワーフという名のエリアであり、リニューアルする形で2023年8月31日オープン。

### ピクサー・ピア
ピクサー・ピアは、ピクサー作品をテーマにしたエリア。中央にある湾を囲むようにエリアが作られている。2018年まではパラダイス・ガーデンズ・パークを含め「パラダイス・ピア」という名前だった。

### パラダイス・ガーデンズ・パーク
カリフォルニアに以前存在したヴィクトリア朝のボードウォークをテーマにしたエリア。2018年まではピクサー・ピアを含め「パラダイス・ピア」という名前だった。

### カーズランド
カーズランドは、映画「カーズ」をテーマにしたエリア。2012年6月15日オープン。映画に登場する町、ラジエーター・スプリングスを忠実に再現している。メインのアトラクションは「ラジエーター・スプリングス・レーサー」で、このアトラクションがエリアの敷地の半分近くを占めている。

### アベンジャーズ・キャンパス
アベンジャーズ・キャンパスは「マーベル・シネマティック・ユニバース（通称：MCU）」をテーマにしたエリア。2021年6月4日オープン。

## 過去の施設

### バグズランド
バグズランドは、映画「バグズ・ライフ」をテーマにしたエリア。2002年10月にオープンした。東京ディズニーシーのマーメイドラグーンのように、小さな子供向けのアトラクションが多い。2018年3月21日、2020年にオープン予定の「マーベル・シネマティック・ユニバース」シリーズをテーマにしたエリア「アベンジャーズ・キャンパス」を作るため2018年末をもって閉鎖されることが決定した。

### パシフィック・ワーフ
パシフィック・ワーフは、モントレーのキャナリー・ロウをモデルにし、サンフランシスコの漁村の雰囲気を漂わせているエリア。2022年9月11日のD23 Expoで映画「ベイマックス」の舞台である「サンフランソウキョウ・スクエア（San Fransokyo Square）」にリニューアル予定であることが発表。新たなグリーティング施設やレストランやショップが建設予定で2023年夏オープン予定。

## 主なアトラクション
インクレディコースター
「ピクサー・ピア」にあるアトラクション。スタート直後にリニアモーターによって時速90キロまで加速したり、太陽のシンボルを一回転したりする人気のローラーコースター。ディズニー・ファストパス対応
ウェブスリンガーズ:スパイダーマン・アドベンチャー
「アベンジャーズ・キャンパス」にあるアトラクション。マーベル・コミックス原作の映画「スパイダーマン」がテーマで、2021年6月4日開業。
ガーディアンズ・オブ・ギャラクシー - ミッション:ブレイクアウト!
「アベンジャーズ・キャンパス」にあるアトラクション。マーベル・コミックス原作の映画「ガーディアンズ・オブ・ギャラクシー」がテーマで、2017年5月27日開業。ディズニー・ファストパス対応
グリズリー・リバー・ラン
「グリズリー・ピーク」にあるアトラクション。8人乗りの円形ボートに乗って、滝つぼに落ちたりなどの激流を下っていくアトラクション。ディズニー・ファストパス対応
ソアリン・アラウンド・ザ・ワールド
「グリズリー・ピーク」にあるアトラクション。ハンググライダータイプのライドに乗って、空中飛行を楽しめるアトラクション。ディズニー・ファストパス対応
トイ・ストーリー・マニア!
「ピクサー・ピア」にあるアトラクション。映画「トイ・ストーリー」のウッディやバズ達と共に、ライドに乗ってスクリーンの的を狙っていく4Dタイプのアトラクション。
ラジエーター・スプリングス・レーサー
「カーズランド」にあるアトラクション。

## エンターテイメント
ピクサー・プレイ・パレード
ピクサーの映画のキャラクターが登場するパレード。2008年3月14日スタート。
ワールド・オブ・カラー
「ピクサー・ピア」のラグーンで行われるスペクタクル・ウォーターショー。2010年6月11日スタート。様々な噴水、レーザー光線、巨大なウォータースクリーンを使って、様々なディズニー映画の1シーンを映しだす迫力のショー。ディズニーランド・リゾート60周年の際には、「ワールド・オブ・カラー セレブレート！ワンダフル・ワールド・オブ・ウォルト・ディズニー」としてウォルト・ディズニーに関係する特別バージョンになった他、季節のイベントに合わせて映像の内容が変わることがある。

## 今までの拡張計画
ディズニー・カリフォルニア・アドベンチャーはオープン当初来園者が伸び悩んでいたため、2007年から2012年まで、新エリアの建設やアトラクションのリニューアルなどパーク全体で改装工事を行って来た。工事費は約11億ドル。
エントランスとゲートの改修
2012年に「ブエナ・ビスタ・ストリート (Buena Vista Street) 」がオープンした。今までの「サンシャインプラザ」に替わり、初めてウォルト・ディズニーが1920年代にカリフォルニアを訪れた際のロサンゼルスの雰囲気を再現したエリアになる。また、当時ロサンゼルスを走っていた赤い路面電車「レッドカー・トロリー」もエリア内を走っている。
シンボルの建設
今までディズニー・カリフォルニア・アドベンチャーには、ディズニーランドの眠れる森の美女の城のようなシンボルがなかったが、ブエナ・ヴィスタ・ストリートに「キャセイ・サークル・シアター (Carthay Circle Theater) 」が設置された。ちなみにキャセイ・サークル・シアターは、アメリカの西海岸で「白雪姫」が初めて上映された劇場である。
パラダイス・ピア
パラダイス・ピアでは、アトラクションの新規導入やリニューアルが行われた。また、デッキウォークなどの建設も行った。
トイ・ストーリー・マニア! (Toy Story Midway Mania!)
2008年6月にオープンしたアトラクション。映画「トイ・ストーリー」のウッディやバズ達と共に、ライドに乗ってスクリーンの的を狙っていく4Dタイプのアトラクション。
ゲーム・オブ・ザ・ボードウォーク (Games of the Boardwalk)
2009年4月にオープンした。ディズニー映画をテーマにしたゲームセンターのようなアトラクション。
ミッキーのファン・ウィール (Mickey's Fun Wheel)
2009年5月にオープンした。オープン当初からあった「サン・ウィール」をリニューアルした観覧車タイプのアトラクション。観覧車の中心にあった太陽が、ミッキーの顔になった。一部を除き、ゴンドラが固定されてないという特徴がある。
シリー・シンフォニー・スウィング (Silly Symphony Swings)
2010年5月にオープンした。既存の回転ブランコ「オレンジ・スティンガー」を、「ミッキーの大演奏会」をテーマにリニューアルしたもの。
グーフィーのスカイスクール (Goofy's Sky School)
2011年7月にオープンした。既存の小型ローラーコースター「マルホーランド・マッドネス」をリニューアルしたもの。
リトル・マーメイド〜アリエルのアンダー・ザ・シー・アドベンチャー (The Little Mermaid〜Ariel's Undersea Adventure)
2011年2月にオープンした。映画「リトル・マーメイド」をテーマにしたアトラクション。映画の中での出来事を体験する事が出来る。
新エンターテイメント「ワールド・オブ・カラー (World of Color) 」
パラダイス・ピアのラグーンで行われている夜のショー。2010年6月11日にスタートした。ウォータースクリーンなどを使い、様々なディズニーキャラクターや、ディズニー映画の1シーンを映し出す。また、このショーのための鑑賞エリアも建設された。
新エリア「カーズランド (Cars Land) 」
カーズランドは、この改修工事の目玉で、ピクサー映画「カーズ」をテーマにしている。2012年6月にオープンし、広さは約12エイカー。映画で登場する「ラジエーター・スプリングス」の街並みを再現していて、「ラジエーター・スプリングス・レーサー (Radiator Springs Racers)」「メーターのジャンクヤード・ジャンボリー (Mater's Junkyard Jamborees) 」の2つのアトラクションが設置されている。
これらのアトラクションのイメージ図や建設風景などは、ディズニー・カリフォルニア・アドベンチャー内にある「ブルースカイ・セラー (Walt Disney Imagineering Blue Sky Cellar) 」で見ることができる。

## 日本人向けのサービス
ディズニーランドと同様に、日本人向けのサービスが充実している。
- 公式ウェブサイトには日本語バージョンが用意されている[13]。
- 日本語のマップが用意されている。
- 日本語を含む英語以外の言葉を話せるキャストはネームタグ（名札）に話せる国の国旗シールが貼られている。
- パーク内にあるコインロッカーは操作画面で日本語を選択できる。